# Белохвостов, Иван Павлович
Иван Павлович Белохвостов (18 апреля 1918, село Горки, Чериковский уезд, Могилёвская губерния — 26 февраля 1986, Сочи, Краснодарский край) — директор шахты № 3 — 10 «Холодная балка» комбината «Макеевуголь» Министерства угольной промышленности Украинской ССР, Донецкая область. Герой Социалистического Труда (1971).

## Биография
Родился в 1918 году в крестьянской семье в деревне Горки Черниковского уезда. В 1933 году отправился на Донбасс, где стал трудиться электрослесарем на местных шахтах. После окончания в 1940 году курсов трудился помощником начальника, начальником добывочного участка. Участвовал в Великой Отечественной войне. Командовал женской пулемётной ротой при обороне Севастополя и Кавказа. В 1943 году был контужен и после излечения комиссован. С 1944 года трудился на целине в Казахской ССР, затем в 1944 году возвратился на Донбасс, где восстанавливал шахты. Член ВКП(б). Окончил курсы при Сталинском индустриальном институте, затем заочное отделение Сталинского горного техникума.
В феврале 1953 года назначен директором шахты «Холодная балка» (с 1957 года — шахтоуправление «Холодная балка») при шахтёрском посёлке «Пролетарский» (с 1975 года в составе Горняцкого района Макеевки).
В начале его руководства шахта состояла из пяти обособленных шахтных стволов, затем были открыта ещё два ствола. Общая проектная мощность составляла 450 тысяч тонн каменного угля в год. За выдающиеся трудовые показатели по шахте был награждён в 1954 году Орденом Ленина. К 1959 году трудилось пять шахтёрских бригад, которые были удостоены почётного звания «Бригада коммунистического труда». За выдающиеся трудовые достижения по итогам социалистического соревнования в 1959 году коллектив шахты получил на вечное хранение переходящее Красное Знамя. В августе 1963 года коллектив шахты получил почётное звание «Коллектив коммунистического труда». На начало Семилетки (1959—1965) на шахте работало два угледобывающих комбайна, к концу 1964 году их численность увеличилась до 29, в результате чего производительность труда выросла в 1.6 раза. Шахтёры досрочно выполнили социалистическое обязательство и плановые задания Семилетки к 23 августу 1964 года. Сверхплановая добыча составила 1 338 000 тонн каменного угля.
Занимался социально-культурным развитием шахтёрского посёлка «Пролетарский». Под его руководством около центрального посёлка были построены три новых горняцких микрорайона. За годы Семилетки жилой фонд посёлка Пролетарский выросла на 28 460 квадратных метров. Всего было построено 578 много- и одноэтажных домов, были открыты два стадиона, поселковые родильный дом, больница, поликлиника, профилакторий, аптека, 6 фельдшерско-акушерских пунктов, несколько дошкольных и учебных заведений.
Коллектив шахты досрочно выполнили плановые задания первых двух лет Восьмой пятилетки (1966—1970). В 1968 году было добыто сверх плана 100 тысяч каменного угля. План пятилетки был выполнен на три месяца ранее её завершения. Указом Президиума Верховного Совета СССР от 30 марта 1971 года удостоен звания Героя Социалистического Труда за «выдающиеся успехи в выполнении пятилетнего плана по развитию угольной и сланцевой промышленности и достижение высоких технико-экономических показателей» с вручением ордена Ленина и золотой медали «Серп и Молот» (№ 15725).
После выхода на пенсию в 1974 году проживал в Сочи, где работал директором базы отдыха «Сокол». Умер в феврале 1986 года от инфаркта. Похоронен в Макеевке.
Память
- Мемориальная доска на здании административно-бытового комбината шахты «Холодная балка». Установлена 22 августа 2006
- Его имя увековечено на Аллее славы в посёлке Краснополье Могилёвской области.

Награды
- Герой Социалистического Труда
- Орден Ленина — дважды (26.04.1954; 1971)
- Орден Трудового Красного Знамени (29.06.1966)
- Медаль «За трудовое отличие» (12.01.1951)
- Полный кавалер знака «Шахтёрская слава»